# Pappritz
Pappritz est un quartier situé dans la partie est de Dresde, la capitale saxonne. 
Pappritz était un village ou communauté rurale qui constituait une commune indépendante et qui fut incorporée le 1er janvier 1994 à Schönfeld-Weißig, elle-même rattachée à Dresde le 1er janvier 1999.